# Doris Soliz
Doris Soliz Carrión, née le 2 mars 1958 à Cuenca (Équateur), est une sociologue et femme politique équatorienne. Elle a été ministre du Tourisme de Lucio Gutierrez du 15 janvier 2003 jusqu'au mois d'août de la même année, avant d'occuper, de novembre 2007 à mai 2014, différents ministères sous les gouvernements de Rafael Correa. De mai 2014 à mai 2017, elle occupe les fonctions de secrétaire exécutive du mouvement Alianza País. À la suite des élections législatives de 2017, elle  devient à partir d'avril 2017 députée pour la province de l'Azuay, tandis que Gabriela Rivadeneira lui succède comme secrétaire exécutive d'Alianza País.